# Tirrena-Adriàtica 2007
La Tirrena-Adriàtica 2007, 42a edició de la Tirrena-Adriàtica es disputà entre el 14 i el 20 de març, sent guanyada per l'alemany Andreas Klöden de l'equip Astana. Kloden va tenir un bon rendiment tant a l'etapa contrarellotge com a la de muntanya, fent-se d'aquesta manera amb el lideratge a la penúltima etapa i superant per 4" el luxemburguès Kim Kirchen i per 13" el kazakh Aleksandr Vinokúrov.

## Equips participants
Els següents equips de l'UCI ProTour i de l'UCI Professional Continental disputaren la Tirrena-Adriàtica 2007:
| País         | Codi UCI | Nom de l'equip                     |
| ------------ | -------- | ---------------------------------- |
| Itàlia       | ASA      | Acqua & Sapone-Caffè Mokambo       |
| França       | A2R      | AG2R Prévoyance                    |
| Suïssa       | AST      | Astana                             |
| França       | BTL      | Bouygues Télécom                   |
| Espanya      | GCE      | Caisse d'Epargne                   |
| Irlanda      | PAN      | Ceramica Panaria-Navigare          |
| França       | COF      | Cofidis, le credit par telephone   |
| França       | C.A      | Credit Agricole                    |
| Estats Units | DSC      | Discovery Channel Pro Cycling Team |
| Espanya      | EUS      | Euskaltel-Euskadi                  |
| França       | FDJ      | Française des Jeux                 |

| País          | Codi UCI | Nom de l'equip         |
| ------------- | -------- | ---------------------- |
| Alemanya      | GST      | Gerolsteiner           |
| Itàlia        | LAM      | Lampre-Fondital        |
| Itàlia        | LIQ      | Liquigas               |
| Bèlgica       | PRL      | Predictor-Lotto        |
| Bèlgica       | QSI      | Quick Step-Innergetic  |
| Països Baixos | RAB      | Rabobank               |
| Espanya       | SDV      | Saunier Duval-Prodir   |
| Dinamarca     | CSC      | Team CSC               |
| Itàlia        | MRM      | Team Milram            |
| Itàlia        | TCS      | Tinkoff Credit Systems |
| Alemanya      | TMO      | T-Mobile Team          |

## Recorregut i vencedors
| Etapa    | Data       | Recorregut                                      | Km      | Vencedor d'etapa         | Líder de la general      |
| -------- | ---------- | ----------------------------------------------- | ------- | ------------------------ | ------------------------ |
| 1a etapa | 14 de març | Civitavecchia - Civitavecchia                   | 160 km  | Robbie McEwen (AUS)      | Robbie McEwen (AUS)      |
| 2a etapa | 15 de març | Civitavecchia - Marsciano                       | 202 km  | Aleksandr Arekéiev (RUS) | Aleksandr Arekéiev (RUS) |
| 3a etapa | 16 de març | Marsciano - Macerata                            | 213 km  | Riccardo Riccò (ITA)     | Aleksandr Arekéiev (RUS) |
| 4a etapa | 17 de març | Pievebovigliana - Offagna                       | 161 km  | Riccardo Riccò (ITA)     | Riccardo Riccò (ITA)     |
| 5a etapa | 18 de març | Civitanova Marche - Civitanova Alta (CRI)       | 20,5 km | Stefan Schumacher (GER)  | Stefan Schumacher (GER)  |
| 6a etapa | 19 de març | San Benedetto del Tronto - Coll de San Giacomo  | 164 km  | Matteo Bono (ITA)        | Andreas Klöden (GER)     |
| 7a etapa | 20 de març | Civitella del Tronto - San Benedetto del Tronto | 177 km  | Koldo Fernández (ESP)    | Andreas Klöden (GER)     |

## Classificacions finals

### Classificació general
|    | Ciclista            | Equip                              | Temps       | UCI ProTour Punts |
| -- | ------------------- | ---------------------------------- | ----------- | ----------------- |
| 1  | Andreas Klöden      | Astana Team                        | 28h 31' 26" | 50                |
| 2  | Kim Kirchen         | T-Mobile Team                      | + 4"        | 40                |
| 3  | Aleksandr Vinokúrov | Astana Team                        | + 13"       | 35                |
| 4  | Stefan Schumacher   | Gerolsteiner                       | + 23"       | 30                |
| 5  | Janez Brajkovic     | Discovery Channel Pro Cycling Team | + 31"       | 25                |
| 6  | Jens Voigt          | Team CSC                           | + 34"       | 20                |
| 7  | Vassil Kirienka     | Tinkoff Credit Systems             | + 55"       | S/P               |
| 8  | Evgeni Petrov       | Tinkoff Credit Systems             | + 59"       | S/P               |
| 9  | Michele Scarponi    | Acqua & Sapone-Caffè Mokambo       | + 1' 00"    | S/P               |
| 10 | Michael Boogerd     | Rabobank                           | + 1' 12"    | 2                 |

NOTA: Els punts de l'UCI ProTour sols s'atorguen a aquells ciclistes que corren en equips ProTour i no pas als que ho fan en equips de la categoria continental, com és el cas de l'Acqua & Sapone-Caffè Mokambo i el Tinkoff Credit Systems.
|   | Ciclista           | Equip                     | Punts |
| - | ------------------ | ------------------------- | ----- |
| 1 | Salvatore Commesso | Tinkoff Credit Systems    | 15    |
| 2 | Fortunato Baliani  | Ceramica Panaria-Navigare | 11    |
| 3 | Vassil Kirienka    | Tinkoff Credit Systems    | 6     |

|   | Ciclista         | Equip                  | Punts |
| - | ---------------- | ---------------------- | ----- |
| 1 | Riccardo Riccò   | Saunier Duval-Prodir   | 32    |
| 2 | Daniele Contrini | Tinkoff Credit Systems | 31    |
| 3 | Andreas Klöden   | Team Astana            | 30    |

### Classificació per equips
|   | Equip                  | País    | Temps       |
| - | ---------------------- | ------- | ----------- |
| 1 | Tinkoff Credit Systems | Itàlia  | 85h 37' 54" |
| 2 | Astana Team            | Suïssa  | + 1' 07"    |
| 3 | Caisse d'Epargne       | Espanya | + 2' 58"    |

## Etapes

### Etapa 1 - 14-03-2007:Civitavecchia-Civitavecchia, 160 km
|   | Ciclista      | Equip           | Temps      |
| - | ------------- | --------------- | ---------- |
| 1 | Robbie McEwen | Predictor-Lotto | 4h 38' 24" |
| 2 | Óscar Freire  | Rabobank        | m. t.      |
| 3 | Thor Hushovd  | Crédit Agricole | m. t.      |

### Etapa 2 - 15-03-2007:Civitavecchia-Marsciano, 202 km
|   | Ciclista           | Equip                        | Temps      |
| - | ------------------ | ---------------------------- | ---------- |
| 1 | Alexander Arekéiev | Acqua & Sapone-Caffè Mokambo | 4h 51' 41" |
| 2 | Daniele Contrini   | Tinkoff Credit Systems       | + 29"      |
| 3 | Sven Krauss        | Gerolsteiner                 | + 29"      |

### Etapa 3 - 16-03-2007:Marsciano-Macerata, 213 km
|   | Ciclista            | Equip                | Temps      |
| - | ------------------- | -------------------- | ---------- |
| 1 | Riccardo Riccò      | Saunier Duval-Prodir | 5h 41' 22" |
| 2 | Aleksandr Vinokúrov | Astana Team          | + 2"       |
| 3 | Andreas Klöden      | Astana Team          | + 2"       |

### Etapa 4 - 17-03-2007:Pievebovigliana-Offagna, 161 km
|   | Ciclista            | Equip                | Temps      |
| - | ------------------- | -------------------- | ---------- |
| 1 | Riccardo Riccò      | Saunier Duval-Prodir | 3h 50' 22" |
| 2 | Stefan Schumacher   | Gerolsteiner         | + 4"       |
| 3 | Aleksandr Vinokúrov | Astana Team          | + 4"       |

### Etapa 5 - 18-03-2007:Civitanova Marche-Civitanova Alta, 20.5 km (CRI)
|   | Ciclista          | Equip         | Temps   |
| - | ----------------- | ------------- | ------- |
| 1 | Stefan Schumacher | Gerolsteiner  | 27' 08" |
| 2 | Andreas Klöden    | Astana Team   | + 1"    |
| 3 | Kim Kirchen       | T-Mobile Team | + 6"    |

### Etapa 6 - 19-03-2007:San Benedetto del Tronto-San Giacomo, 164 km
|   | Ciclista          | Equip                 | Temps      |
| - | ----------------- | --------------------- | ---------- |
| 1 | Matteo Bono       | Lampre-Fondital       | 4h 25' 07" |
| 2 | Enrico Gasparotto | Liquigas              | + 32"      |
| 3 | Giovanni Visconti | Quick Step-Innergetic | + 41"      |

### Etapa 7 - 20-03-2007:Civitella del Tronto-San Benedetto del Tronto, 177 km
|   | Ciclista          | Equip                        | Temps      |
| - | ----------------- | ---------------------------- | ---------- |
| 1 | Koldo Fernández   | Euskaltel-Euskadi            | 4h 38' 43" |
| 2 | Stuart O'Grady    | Team CSC                     | m. t.      |
| 3 | Gabriele Balducci | Acqua & Sapone-Caffè Mokambo | m. t.      |

## Evolució de les classificacions
| Etapa (vencedor)              | Classificació general | Classificació de la muntanya | Classificació per punts | Classificació per equips     |
| ----------------------------- | --------------------- | ---------------------------- | ----------------------- | ---------------------------- |
| 0Etapa 1 (Robbie McEwen)      | Robbie McEwen         | Salvatore Commesso           | Robbie McEwen           | Team CSC                     |
| 0Etapa 2 (Aleksandr Arekéiev) | Aleksandr Arekéiev    | Fortunato Baliani            | Aleksandr Arekéiev      | Acqua & Sapone-Caffè Mokambo |
| 0Etapa 3 (Riccardo Riccò)     | Aleksandr Arekéiev    | Salvatore Commesso           | Daniele Contrini        | Gerolsteiner                 |
| 0Etapa 4 (Riccardo Riccò)     | Riccardo Riccò        | Salvatore Commesso           | Riccardo Riccò          | Tinkoff Credit Systems       |
| 0Etapa 5 (Stefan Schumacher)  | Stefan Schumacher     | Salvatore Commesso           | Andreas Klöden          | Astana Team                  |
| 0Etapa 6 (Matteo Bono)        | Andreas Klöden        | Salvatore Commesso           | Riccardo Riccò          | Tinkoff Credit Systems       |
| 0Etapa 7 (Koldo Fernández)    | Andreas Klöden        | Salvatore Commesso           | Riccardo Riccò          | Tinkoff Credit Systems       |
| 0Final                        | Andreas Klöden        | Salvatore Commesso           | Riccardo Riccò          | Tinkoff Credit Systems       |